# Doug Smith (Eishockeyspieler)
Douglas Eric „Doug“ Smith (* 17. Mai 1963 in Ottawa, Ontario) ist ein ehemaliger kanadischer Eishockeyspieler, der im Verlauf seiner aktiven Karriere zwischen 1979 und 1992 unter anderem 553 Spiele für die Los Angeles Kings, Buffalo Sabres, Edmonton Oilers, Vancouver Canucks und Pittsburgh Penguins in der National Hockey League (NHL) auf der Position des Centers bestritten hat. Smith, der im NHL Entry Draft 1981 an der zweiten Gesamtstelle hinter Dale Hawerchuk ausgewählt worden war, absolvierte darüber hinaus 72 Partien in der österreichischen Bundesliga beim EC VSV und der VEU Feldkirch. 

## Karriere
Während seiner Juniorenzeit spielte Smith zwischen 1979 und 1981 für die Ottawa 67’s in der Ontario Major Junior Hockey League (OMJHL) bzw. Ontario Hockey League (OHL). Nach einer starken zweiten Saison mit 101 Scorerpunkten in 54 Einsätzen wurde der Stürmer beim NHL Entry Draft 1981 von den Los Angeles Kings aus der National Hockey League (NHL) als zweiter Spieler der ersten Runde direkt hinter Dale Hawerchuk ausgewählt. Darüber hinaus erhielt er am Saisonende die Bobby Smith Trophy.
Die Kings versuchten ihre Draftwahl gleich zum Beginn der Saison 1981/82 in ihren Kader zu holen. Da sich Spieler und Franchise jedoch zu Saisonbeginn nicht auf einen Vertrafg einigen konnten, begann Smith die Spielzeit bei den Ottawa 67’s in der OHL, bestritt nach der Einigung mit den LA Kings aber alle 80 Partien in seinem Rookiejahr. Zum damaligen Zeitpunkt war der 18-Jährige der jüngste Spieler in der Geschichte der Los Angeles Kings. Zu Beginn der 1980er-Jahre waren die Kings im Angriff mit Spielern wie Marcel Dionne, Dave Taylor, Charlie Simmer und Bernie Nicholls gut besetzt, sodass es dem Talent nicht gelang, eine dominierende Rolle im Team zu übernehmen. Er steigerte sich jedoch von Jahr zu Jahr und erreichte in der Spielzeit 1984/85 mit 41 Scorerpunkten einen Karrierebestwert. Im Lauf der Saison 1985/86 wurde er dennoch gemeinsam mit Brian Engblom im Tausch für Larry Playfair, Ken Baumgartner und Sean McKenna an die Buffalo Sabres abgegeben.
Nach zwei Jahren in Buffalo, in denen er auch zeitweise für deren Farmteam Rochester Americans in der American Hockey League (AHL) gespielt hatte und die von einem schweren Autounfall Smiths überschattet worden waren, verpflichteten ihn die Edmonton Oilers im Oktober 1986 über den NHL Waiver Draft. Er absolvierte jedoch lediglich 19 Einsätze für Edmonton sowie weitere 24 für deren AHL-Kooperationspartner Cape Breton Oilers, bevor er nur fünf Monate später zusammen mit Greg Adams zu den Vancouver Canucks wechselte. Im Gegenzug erhielten die Oilers John LeBlanc und ein Fünftrunden-Wahlrecht im NHL Entry Draft 1989. Doch auch bei den Canucks fand der Kanadier weder zu alter Stärke zurück noch wurde er dort heimisch, da er bereits Ende Februar 1990 nach nur 44 Spielen im Trikot Vancouvers abermals Teil eines Transfergeschäfts wurde, als er an die Pittsburgh Penguins verkauft wurde. Dort beendete Smith seine letzte Spielzeit in der NHL.
Im Sommer 1990 wechselte der Kanadier nach Österreich, wo er zunächst ein Jahr für den EC VSV in der österreichischen Bundesliga (ÖEL) spielte und dort Steve Tambellini ersetzte. Mit dem EC VAV wurde er am Ende der Spielzeit 1990/91 Vizemeister. Zum anschließenden Spieljahr wechselte Smith zum Ligakonkurrenten VEU Feldkirch. Während eines Spiels der Saison 1991/92 der Alpenliga im Februar 1992 brach sich Smith bei einer Kollision mit der Spielfeldumrandung den fünften und sechsten Halswirbel. Aufgrund der daraus resultierenden Querschnittlähmung vom Hals abwärts musste der 28-Jährige seine aktive Laufbahn umgehend beenden. Später erholte er sich nahezu vollständig und erlangte die Mobilität in beiden Armen und Beinen zurück.

## Erfolge und Auszeichnungen
- 1981 Bobby Smith Trophy
- 1991 Österreichischer Vizemeister mit dem EC VSV

## Karrierestatistik
(Legende zur Spielerstatistik: Sp oder GP = absolvierte Spiele; T oder G = erzielte Tore; V oder A = erzielte Assists; Pkt oder Pts = erzielte Scorerpunkte; SM oder PIM = erhaltene Strafminuten; +/− = Plus/Minus-Bilanz; PP = erzielte Überzahltore; SH = erzielte Unterzahltore; GW = erzielte Siegtore; 1 Play-downs/Relegation; Kursiv: Statistik nicht vollständig)